# Caulokaempferia phulangkaensis
Caulokaempferia phulangkaensis là một loài thực vật có hoa trong họ Gừng. Loài này được Picheans. mô tả khoa học đầu tiên năm 2008.